# Koffieloodje

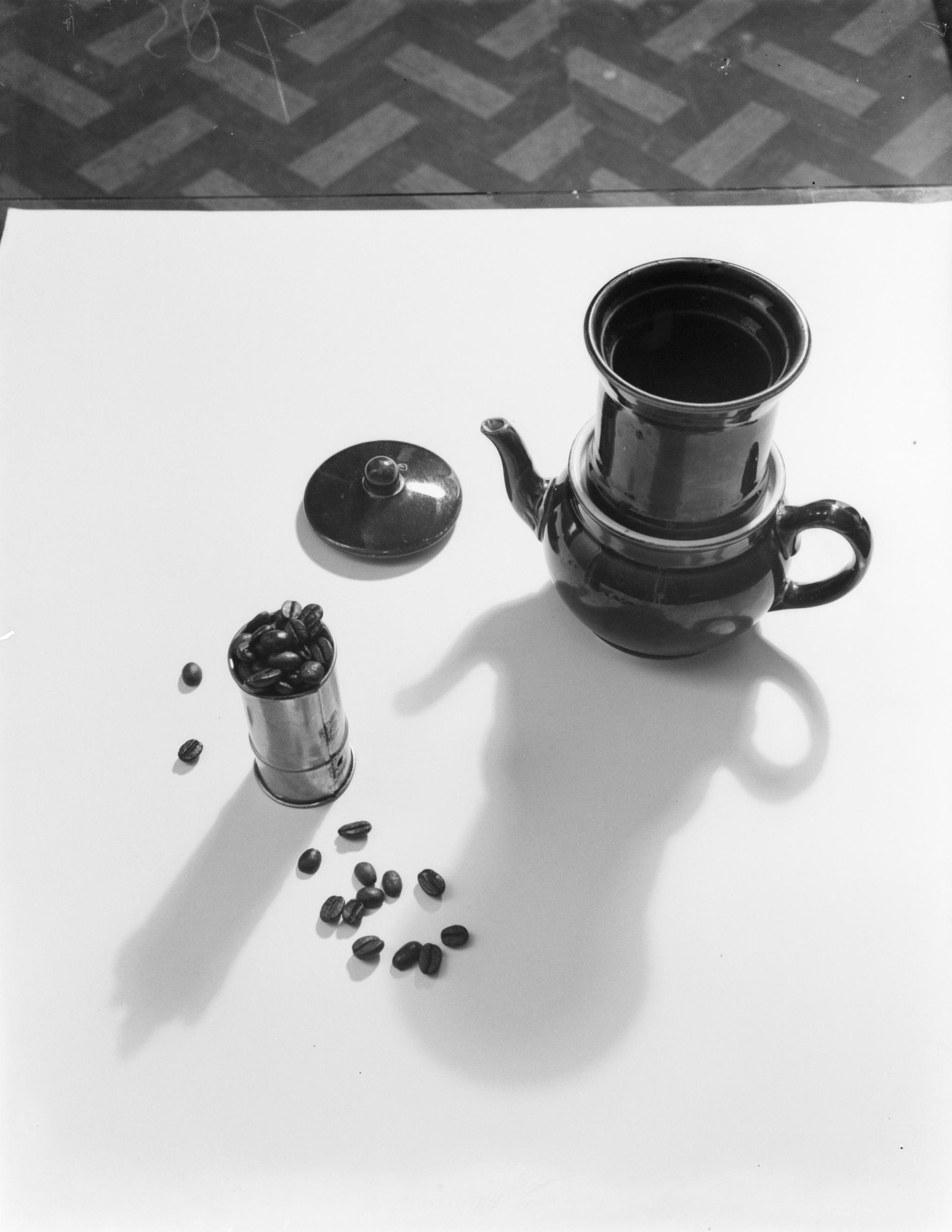
Koffiebonen in een koffieloodje

Een koffieloodje (ook loodje) is een maatje om de juiste hoeveelheid koffiebonen af te meten die je wil malen om koffie van te zetten.
Het is een metalen kokertje met daaraan een metalen oortje. Het kokertje is aan de boven- en onderkant open. Door een metalen tussenschotje is het loodje in tweeën verdeeld. Aan de ene kant schep je een heel en aan de andere kant een half loodje.
De naam duidt op een het afgemeten gewicht van de koffie, dat ongeveer een lood is (10 à 15 gram).